# Projektor mátrix
A projektor mátrix vagy idempotens mátrix egy olyan négyzetes mátrix, amelynek minden sajátértéke 0 vagy 1. Minden n×n-es projektor mátrixnak van n darab lineárisan független sajátvektora. Ha egy n×n-es projektor mátrix rangja n, akkor az az egységmátrix. Négyzetre (és ebből következően bármilyen hatványra) emelve önmagát eredményezi.

## Példák
2×2-es idempotens mátrixok: 
{\displaystyle {\begin{pmatrix}1&0\\0&1\end{pmatrix}}}
{\displaystyle {\begin{pmatrix}3&-6\\1&-2\end{pmatrix}}}
Egy 3×3-as idempotens mátrix:
{\displaystyle {\begin{pmatrix}2&-2&-4\\-1&3&4\\1&-2&-3\end{pmatrix}}}

## A 2×2-es eset
Ha az {\displaystyle {\begin{pmatrix}a&b\\c&d\end{pmatrix}}} mátrix idempotens, akkor {\displaystyle {\begin{pmatrix}a&b\\c&d\end{pmatrix}}={\begin{pmatrix}a&b\\c&d\end{pmatrix}}{\begin{pmatrix}a&b\\c&d\end{pmatrix}}}. Ebből következik, hogy
- {\displaystyle a=a^{2}+bc},
- {\displaystyle b=ab+bd}, azaz {\displaystyle b(1-a-d)=0}, tehát {\displaystyle b=0} vagy {\displaystyle d=1-a},
- {\displaystyle c=ca+cd}, azaz {\displaystyle c(1-a-d)=0}, tehát {\displaystyle c=0} vagy {\displaystyle d=1-a}, és
- {\displaystyle d=bc+d^{2}}.

Egy 2×2-es mátrix tehát akkor idempotens, ha vagy diagonális mátrix, vagy pedig nyoma 1.
Megjegyzendő, hogy az idempotens diagonális mátrix esetében az a és a d értéke 1 vagy 0.

### Speciálisan
Ha b = c, akkor az {\displaystyle {\begin{pmatrix}a&b\\b&1-a\end{pmatrix}}} mátrix idempotens lesz, feltéve ha {\displaystyle a^{2}+b^{2}=a}, vagyis az (a, b) számpár kielégíti a következő másodfokú egyenletet:
{\displaystyle a^{2}-a+b^{2}=0}, vagy {\displaystyle (a-{\tfrac {1}{2}})^{2}+b^{2}={\tfrac {1}{4}}},
ami egy olyan kör egyenlete, amely középpontjának a koordinátái ({\displaystyle {\tfrac {1}{2}}}, 0) és a sugara {\displaystyle {\tfrac {1}{2}}}. Az (a, b) koordinátájú pontok e kör pontjai. 
A θ szög mint paraméter függvényében kifejezve
{\displaystyle a={\tfrac {1}{2}}+{\tfrac {1}{2}}\cos \theta },
{\displaystyle b={\tfrac {1}{2}}\sin \theta }, és az
{\displaystyle M={\tfrac {1}{2}}{\begin{pmatrix}1+\cos \theta &\sin \theta \\\sin \theta &1-\cos \theta \end{pmatrix}}} mátrix idempotens.
A b = c nem egy feltétel,
bármelyik {\displaystyle {\begin{pmatrix}a&b\\c&1-a\end{pmatrix}}} mátrix, ahol {\displaystyle a^{2}+bc=a} fennáll, idempotens, így például a fentebb említett {\displaystyle {\begin{pmatrix}3&-6\\1&-2\end{pmatrix}}} is az.

## Tulajdonságok
Az egységmátrix kivételével az idempotens mátrixok nem invertálható (szinguláris) mátrixok. Valóban, ha {\displaystyle M} invertálható idempotens mátrix, akkor {\displaystyle MM=M}, ahonnan mindkét oldalt balról {\displaystyle M^{-1}}-zel szorozva {\displaystyle M=IM=M^{-1}MM=M^{-1}M=I} adódik. Nem-triviális idempotens mátrixokban tehát a független sorok (és oszlopok) száma kisebb mint a sorok (és oszlopok) száma.
Ha az idempotens mátrixot kivonjuk az egységmátrixból, az eredmény egy szintén idempotens mátrix lesz, a következők szerint: [I − M][I − M] = I − M − M + M2 = I − M − M + M = I − M.
Az {\displaystyle A} mátrix idempotens akkor és csak is akkor, ha bármilyen pozitív n számnál {\displaystyle A^{n}=A}. Az „akkor” feltétel következik abból ha {\displaystyle n=2}. A „csak is akkor” feltételt matematikai indukcióval lehet bizonyítani. Az {\displaystyle n=1} esetében világos, hogy {\displaystyle A^{1}=A}. Feltételezve hogy {\displaystyle A^{k-1}=A}, akkor {\displaystyle A^{k}=A^{k-1}A=AA=A} megfelel a követelménynek. Az indukciót alkalmazva az eredmény nyilvánvaló.
Egy idempotens mátrix mindig átlósítható és a sajátértékei 0 vagy 1. Egy idempotens mátrix nyoma (főátlójában lévő elemek összege) egyenlő a mátrix rangjával és az mindig egész szám. Ez egyszerűvé teszi egy olyan mátrix rangjának illetve a nyomának megállapítását aminek az elemei nem ismertek, ami a nagy segítséget nyújt különböző ökonometriai és valószínűség (Variancia) számításoknál.

## Alkalmazások
Az idempotens mátrixok gyakran előfordulnak a regressziószámításban és az ökonometriában. Például a legkisebb négyzeteknél (OLS), a regressziós probléma egy olyan {\displaystyle \beta } vektor választása ami minimálisra csökkenti a négyzetösszeg maradékokat (félrebecsléseket), ei.
Mátrix formában:
{\displaystyle {\text{Minimize }}(y-X\beta )^{T}(y-X\beta )\,}
ahol y a függő változó vektora és az X egy mátrix amelyiknek minden oszlopa egy független változó vektora.
A kapott együttható:
{\displaystyle {\hat {\beta }}=(X^{T}X)^{-1}X^{T}y\,}
ahol a T egy transzponált mátrixot jelez és a maradék vektor
{\displaystyle {\hat {e}}=y-X{\hat {\beta }}=y-X(X^{T}X)^{-1}X^{T}y=[I-X(X^{T}X)^{-1}X^{T}]y=My.\,}
Itt, úgy az M mint az {\displaystyle X(X^{T}X)^{-1}X^{T}} (projekciós) mátrix idenpotens és szimmetrikus, ami lehetővé teszi az egyszerűsítést a négyzetösszeg maradékok számításánál
{\displaystyle {\hat {e}}^{T}{\hat {e}}=(My)^{T}(My)=y^{T}M^{T}My=y^{T}MMy=y^{T}My.\,}
Az M idempotenssége szerepet játszik más számításokban is, pl. egy együttható varianciájának a megállapításánál, {\displaystyle {\hat {\beta }}}.

## Fordítás
Ez a szócikk részben vagy egészben  az   Idempotent matrix című angol Wikipédia-szócikk fordításán alapul.  Az eredeti cikk szerkesztőit annak laptörténete sorolja fel. Ez a jelzés csupán a megfogalmazás eredetét és a szerzői jogokat jelzi, nem szolgál a cikkben szereplő információk forrásmegjelöléseként.